# サウスポーツマス・サウスショア駅
サウスポーツマス・サウスショア駅（英語：South Portsmouth-South Shore Station）は、ケンタッキー州サウスショア メイン・ストリートUS23にある駅。 無人駅である。

## 利用可能な鉄道路線／列車
アムトラックの停車する列車は下記の通り。
シカゴとワシントン間の夜行長距離列車カーディナル号… 週3往復停車